# 331e régiment aéroporté de la Garde
Le 331e régiment aéroporté de la Garde ou 331e régiment parachutiste de la Garde (en russe : 331-й гвардейский парашютно-десантный полк) est un régiment des forces armées russes basé à Kostroma. Il est considéré comme une unité d'élite des forces russes.

### Deuxième guerre d'Ossétie du Sud

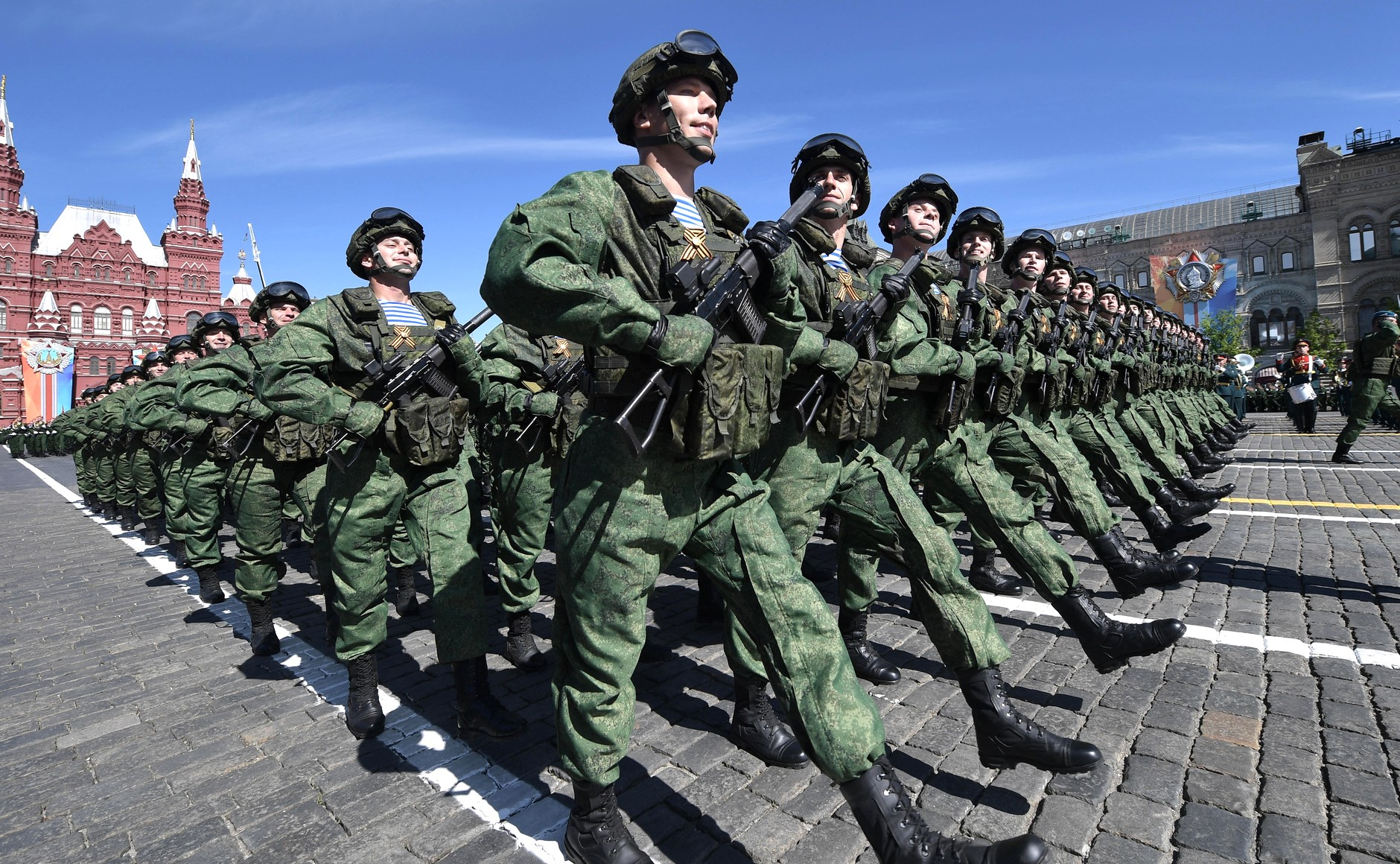
Défilé sur la Place Rouge à Moscou pour le Jour de la Victoire 2018.

## Histoire

### Guerres de Tchétchénie
| - Le défilé d'adieu à Khankala, 20 mars 2000 - Le président russe Vladimir Poutine décore les soldats |

### Guerre russo-ukrainienne

#### Dans le Donbass (2014)
Le 25 août 2014, lors de la guerre du Donbass, en Ukraine, qui oppose les forces du gouvernement aux séparatistes russophones, dix soldats du 331e régiment aéroporté de la Garde sont capturés par l'armée ukrainienne sur le sol ukrainien. Or, à cette époque, l'armée russe n'est pas censée participer au conflit. Les soldats affirment s'être trompés : selon eux, ils participaient à des manœuvres et se sont trouvés par erreur sur le sol ukrainien. Des photos de leurs visages et des vidéos dans lesquelles ils désavouent le Kremlin sont diffusées par les médias ukrainiens à des fins de propagande. L'un d'eux déclare ainsi : « Cette guerre n'est pas la nôtre, les vrais Slaves sont ceux qui défendent leur pays, les autres sont des étrangers… notamment des militaires russes qui ne savent pas ce qu'ils font ».
La même année, le 331e régiment aéroporté participe au siège d'Ilovaïsk, dans le Donbass, pour soutenir les séparatistes prorusses. Il est accusé d'avoir enfreint le cessez-le-feu entre les deux parties pour tuer plusieurs centaines de soldats ukrainiens qui étaient censés pouvoir profiter de cette trêve afin de pouvoir se replier.

#### Offensive de Kiev (2022)
Le 331e régiment aéroporté participe à l'invasion de l'Ukraine par la Russie en 2022. Il entre en Ukraine depuis la Biélorussie, faisant partie d'une colonne dont le but est de prendre Kiev. Arrivé dans la banlieue de la capitale ukrainienne, il essuie de lourdes pertes : du 11 au 14 mars, lors de la bataille de Boutcha, le régiment subit de lourdes pertes de la part de l'artillerie ukrainienne. Des dizaines de soldats et officiers ont été tués, dont le commandant du 331e, le colonel Sergueï Soukharev (ru) et son adjoint le major Sergueï Krylov. La Russie communique très peu sur ses pertes, mais reconnaît la mort au combat le 13 mars du commandant du 331e. Soukharev est nommé héros de la fédération de Russie à titre posthume. Une rue a été renommée en son honneur. Le régiment se retire en Biélorussie fin mars. Des vidéos datées du 29 mars montrent le 331e sans doute en train de se retirer en Biélorussie.
Le 2 avril, dans un article pour la BBC, l'historien Mark Urban calcule qu'entre le début de l'invasion, le 24 février, et le 13 mars, au moins 39 hommes de ce régiment sont tués au combat, et sans doute « des douzaines » d'autres entre-temps. En revanche, il estime exagérées les rumeurs d'extermination de ce régiment qui courent en Ukraine. Des témoignages de proches des soldats à Kostroma laissent penser que les morts peuvent s'élever à une centaine.

#### Dans le Donbass (2022)
Début avril, les véhicules blindés du régiment avaient été transférés par chemin de fer de Baranavitchy à Belgorod, en Russie. Le même mois, le régiment s'engage dans la bataille d'Izioum, et fin mai le régiment est près de Popasna et s'engage dans la bataille de Popasna.
Dans un autre article du 1er juillet, Urban a rapporté que la BBC avait vérifié la mort d'au moins 23 des militaires du régiment depuis l'article précédent. Au total, 62 décès de militaires avaient été confirmés par la BBC. Si l'on ajoute les pertes non signalées et les soldats répertoriés comme « disparus », le nombre de morts peut atteindre 120. En supposant un ratio de 3 pour 1 de blessés sur tués, la BBC a estimé que les pertes totales du régiment à la fin juin pourraient atteindre 400 ou 500. Le régiment aurait ainsi perdu la moitié de ses effectifs depuis février.